# Sistema de referència

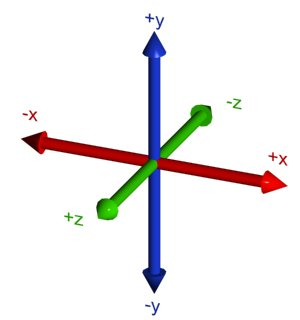
Eixos de coordenades emprats habitualment en matemàtiques

En cinemàtica, un sistema de referència és un conjunt de magnituds per poder mesurar la posició d'un objecte en el temps i en l'espai. Un sistema compost per coordenades espacials (amb les que l'observador pot caracteritzar l'esdeveniment amb les seves coordenades x, y, z) i per un instant t, que és el moment en què succeeix.
El primer element és el punt de referència. Consisteix en un punt escollit arbitràriament, pertanyent a un objecte físic, a partir del qual es prenen totes les mesures. El segon element són els eixos de coordenades. Els eixos de coordenades tenen com a origen el punt de referència, i serveixen per determinar la direcció i el sentit del cos en moviment. Quan l'objecte es mou en línia recta, només fa falta un eix. Quan es mou per un pla fan falta dos eixos. Per moviments en l'espai, s'empren tres eixos. Els eixos de coordenades més emprats són els eixos usuals a les matemàtiques, anomenats (x,y,z), on l'eix x és horitzontal, positiu cap a la dreta i negatiu cap a l'esquerra; l'eix y és vertical, positiu cap amunt i negatiu cap avall; i l'eix z mesura la profunditat, positiu quan s'apropa i negatiu quan s'allunya.
Quan s'estudien moviments respecte a la superfície de la Terra, s'acostuma a fer passar l'eix y o l'eix z pel centre de la Terra, amb l'origen de coordenades situat a la superfície.
El tercer element és l'origen en el temps, un instant a partir del qual es mesura el temps. Aquest instant acostuma a coincidir amb un succés concret, com el naixement de Crist que s'empra com a origen al calendari cristià. En cinemàtica l'origen temporal coincideix moltes vegades amb l'inici del moviment que s'estudia.
Aquests tres elements: punt de referència, eixos de coordenades i origen temporal, formen el sistema de referència. Però per poder emprar un sistema de referència calen unes unitats de mesura que ens serveixin per quantificar. Les unitats són convencionals, i es defineixen agafant com a referència elements físicament constants. A un conjunt d'unitats i les seves relacions se l'anomena sistema d'unitats. En el Sistema Internacional d'Unitats o S.I., s'empra el metre com unitat de l'espai i el segon com unitat del temps.
El sistema de referència depèn del model físic que s'estudia i s'escull de manera que faci l'estudi més fàcil. Els resultats finals són independents del sistema escollit. A vegades convé emprar diferents sistemes pel mateix problema.
La no existència d'un sistema de referència absolut, i les relacions que s'estableixen entre diferents sistemes de referència, són estudiades per la relativitat clàssica de Galileo Galilei.

## Definició
La necessitat de distingir entre els diferents significats de "marc de referència" ha donat lloc a una varietat de termes. Per exemple, de vegades s'afegeix com a modificador el tipus de sistema de coordenades, com a marc de referència cartesià. De vegades s'emfatitza la forma en què es transforma els marcs considerats relacionats, com en Sistema de referència inercial. De vegades els marcs es distingeixen per l'escala de les seves observacions, com en marcs de referència macroscòpics i microscòpics.
En aquest article, el terme marc de referència observacional s'utilitza quan es posa l'accent en l'estat de moviment més que en l'elecció de coordenades o en el caràcter de les observacions o de l'aparell d'observació. En aquest sentit, un marc de referència observacional permet estudiar l‟efecte del moviment sobre tota una família de sistemes de coordenades que podrien acoblar-se a aquest marc. D'altra banda, un sistema de coordenades pot emprar-se per a moltes finalitats en què l'estat de moviment no és la principal preocupació. Per exemple, podeu adoptar un sistema de coordenades per aprofitar la simetria d'un sistema. En una perspectiva encara més àmplia, la formulació de molts problemes en física empra coordenades generalitzades', modes normals o vectors propis, que només estan relacionats directament amb l'espai i el temps. Sembla útil divorciar els diferents aspectes d'un marc de referència per a la discussió següent. Per tant, prenem els marcs de referència observacionals, els sistemes de coordenades i els equips observacionals com a conceptes independents, separats com segueix:
- Un marc d'observació (com un marc inercial o marc de referència no inercial) és un concepte físic relacionat amb l'estat de moviment.
- Un sistema de coordenades és un concepte matemàtic, que equival a una elecció del llenguatge utilitzat per descriure observacions.[4] En conseqüència, un observador en un marc de referència observacional pot triar emprar qualsevol sistema de coordenades (cartesià, polar, curvilini, generalitzat,...) per descriure les observacions fetes des d'aquest marc de referència. Un canvi en l'elecció d'aquest sistema de coordenades no canvia l'estat de moviment d'un observador i, per tant, no implica un canvi en el marc de referència observacional de l'observador. Aquest punt de vista es pot trobar a altres llocs també.[5] Això no implica que alguns sistemes de coordenades no siguin millors que altres per a algunes observacions.

- L'elecció de què cal mesurar i amb quin aparell d'observació és una qüestió independent de l'estat de moviment de l'observador i de l'elecció del sistema de coordenades.

## Introducció

### Mecànica clàssica
És una de les grans subdivisions de la mecànica, es refereix a un conjunt de lleis físiques que descriuen el comportament dels cossos sotmesos a l'acció d'un sistema de forces, descriu de manera força precisa gran part dels fenòmens mecànics que podem observar directament a la nostra vida quotidiana. L'altra gran subdivisió és la mecànica quàntica.
La mecànica clàssica és aplicable als cossos continus, a velocitats baixes (és a dir, molt per sota de la velocitat de la llum) i de mida molt més gran que els àtoms o les molècules. La podem utilitzar per descriure el moviment de tota classe d'objectes macroscòpics, des dels projectils fins a parts de les màquines passant pels objectes astronòmics com les naus espacials, els planetes, les estrelles o les galàxies. Dins d'aquests dominis ofereix resultats força acurats, es tracta d'una de les matèries més antigues en ciència, enginyeria i tecnologia.
Si un objecte es mou en línia recta, només cal un eix per descriure el seu moviment. Quan es mou per un pla calen almenys dos eixos. Per a moviments a l'espai s'utilitzen tres eixos. Les coordenades més utilitzades són les coordenades cartesianes, designades (x,y,z), on x és la projecció sobre "l'eix horitzontal" (x és positiu cap a la dreta i negatiu cap a l'esquerra); y és la coordenada vertical, positiu cap amunt i negatiu cap avall; i z mesura la profunditat, positiu quan s'acosta i negatiu quan s'allunya. Quan s'estudien moviments respecte a la superfície de la Terra, s'acostuma a fer passar l'eix y o l'eix z pel centre de la Terra, amb l'origen de coordenades situat a la superfície.
Donats dos sistemes de referència R1 i R2, amb un origen de temps i que es mouen amb una velocitat constant un respecte a l'altre, les coordenades dels dos sistemes de coordenades estan relacionats mitjançant:

{\displaystyle {\begin{pmatrix}x_{2}\\y_{2}\\z_{2}\end{pmatrix}}={\begin{bmatrix}r_{xx}&r_{xy}&r_{xz}\\r_{yx}&r_{yy}&r_{yz}\\r_{zx}&r_{zy}&r_{zz}\end{bmatrix}}{\begin{pmatrix}x_{1}-x_{0}-v_{x}t\\y_{1}-y_{0}-v_{y}t\\z_{1}-z_{0}-v_{z}t\end{pmatrix}}}

On:
{\displaystyle r_{ij}\,}, són els components duna matriu ortogonal que representa la rotació necessària per donar als dos sistemes la mateixa orientació.
{\displaystyle v_{i}\,}, són les components de la velocitat del sistema 1 respecte al 2.
{\displaystyle (x_{0},y_{0},z_{0})\,}, és la posició de l'origen de coordenades 2 respecte a l'origen de coordenades d'1 a l'instant t = 0.

### Mecànica largrangiana
És una reformulació de la mecànica clàssica newtoniana introduïda per Joseph Louis Lagrange el 1788. En la formulació lagrangiana, la trajectòria d'un objecte es troba cercant la trajectòria tal que l'acció, S, té un valor estacionari (). L'acció és la suma (la integral, de fet) en el temps d'una funció anomenada lagrangià, definida com a l'energia cinètica menys l'energia potencial. Cal remarcar que no es tracta de cap teoria nova, és simplement la mecànica newtoniana amb eines matemàtiques més sofisticades. L'avantatge és que en aquest cas, el plantejament i les equacions resultants que cal resoldre són molt més simples.

### Mècanica relativista
El sistema de referència en relativitat és més complexa, ja que en general no pot establir-se un origen de temps vàlid per a qualsevol observador amb independència del punt de l'espai en què es trobi. En principi un sistema de referència queda definit en relativitat especificant un conjunt d'observadors repartits inicialment per una hipersuperfície de l'espai temps. Hi ha sistemes que anomenats sincronitzaves que si permeten establir un origen de temps comú, però aquests sistemes només poden existir en un espaitemps estacionari. Els problemes associats a la "relativitat del temps" obliguen que la definició de sistema de referència en teoria de la relativitat general sigui notòriament més complicada que en mecànica clàssica.
La relativitat general es defineix un sistema de referència com un conjunt d'observadors locals, és a dir, un sistema de referència és un camp vectorial, les corbes integrals són, observadors locals, és a dir, corbes temporals.

## Sistema de referència inercial i no inercial

### Sistema de referència inercial
Un sistema inercial és un sistema no sotmès a cap força exterior i que, per tant, es desplaça a velocitat constant. Aquests sistemes són els únics que compleixen les tres lleis de Newton. En cas contrari, es diu que és un sistema de referència no inercial.
Donat un sistema de referència inercial, un segon sistema de referència serà no inercial quan descrigui un moviment accelerat respecte al primer. L'acceleració del sistema no inercial pot ser deguda a:
- Un canvi en el mòdul de la seva velocitat de translació (acceleració lineal).
- Un canvi en la direcció de la seva velocitat de translació (per exemple, en un moviment de gir al voltant d'un sistema de referència inercial).

### Sistema de referència no inercial
Un sistema de referència és no inercial quan en ell no es compleixen les Lleis del moviment de Newton. Donat un sistema de referència inercial, un segon sistema de referència serà no inercial quan descrigui un moviment accelerat respecte al primer. L'acceleració del sistema no inercial pot ser deguda a:
- Un canvi en el mòdul de la seva velocitat de translació (acceleració lineal).
- Un canvi en la direcció de la seva velocitat de translació (per exemple en un moviment de gir al voltant d'un sistema de referència inercial).

## Aparell de mesura
Un altre aspecte d'un marc de referència és el paper de la metrologia (per exemple, rellotges i varetes) unit al marc. Aquesta pregunta no es tracta en aquest article, i és de particular interès en mecànica quàntica, on la relació entre l'observador i el mesurament encara està en discussió (vegeu problema de mesura).
En els experiments de física, el marc de referència en què els dispositius de mesurament de laboratori estan en repòs se sol denominar marc de laboratori. Un exemple seria el quadre en què estan en repòs els detectors d'un accelerador de partícules. El marc de laboratori en alguns experiments és un marc inercial, però no cal que ho sigui (per exemple, el laboratori a la superfície de la Terra en molts experiments de física no és inercial). En els experiments de física de partícules, sovint és útil transformar les energies i els moments de les partícules des del marc de laboratori on es mesuren, al centre del marc de moment "marc COM" en què de vegades se simplifiquen els càlculs, ja que potencialment tot el cinètic de l'energia encara present en el marc COM es pot fer servir per fer noves partícules.
Respecte d'això, es pot assenyalar que els rellotges i les varetes que sovint es fan servir per descriure l'equip de mesura dels observadors en el pensament, a la pràctica es reemplacen per una metrologia molt més complicada i indirecta que està relacionada amb la naturalesa del buit, i utilitza rellotges atòmics que operen d'acord amb el model estàndard i que han de ser corregits per la dilatació del temps gravitacional. (Vegeu segon, metre i quilogram).
De fet, Einstein va sentir que els rellotges i les varetes eren simplement dispositius de mesura convenients i haurien de ser reemplaçats per entitats més fonamentals basades, per exemple, en àtoms i molècules.